# Romário Guilherme dos Santos
Romário Guilherme dos Santos (Diadema, São Paulo, Brasil, 13 de marzo de 1992), conocido solo como Romário, es un futbolista brasileño. Juega de lateral izquierdo.

## Clubes
| Club                              | País   | Año       |
| --------------------------------- | ------ | --------- |
| Audax                             | Brasil | 2011-2013 |
| Bahia (a préstamo)                | Brasil | 2012      |
| Audax Rio (a préstamo)            | Brasil | 2013      |
| Red Bull Brasil                   | Brasil | 2014-2015 |
| Avaí                              | Brasil | 2015      |
| Atlético Goianiense               | Brasil | 2016      |
| Ceará                             | Brasil | 2017      |
| Santos                            | Brasil | 2018-2022 |
| Ceará (a préstamo)                | Brasil | 2018      |
| Guarani (a préstamo)              | Brasil | 2018      |
| Red Bull Brasil (a préstamo)      | Brasil | 2019      |
| Bragantino (a préstamo)           | Brasil | 2019      |
| Vila Nova (a préstamo)            | Brasil | 2019      |
| Mirassol (a préstamo)             | Brasil | 2020      |
| Cuiabá (a préstamo)               | Brasil | 2020-2021 |
| Coritiba (a préstamo)             | Brasil | 2021      |
| Operário Ferroviário (a préstamo) | Brasil | 2022      |
| Novorizontino (a préstamo)        | Brasil | 2022      |
| Santo André                       | Brasil | 2023      |
| Juventude                         | Brasil | 2023      |
| ABC                               | Brasil | 2023-2024 |

## Palmarés

### Títulos estatales
| Título              | Club  | Estado | Año  |
| ------------------- | ----- | ------ | ---- |
| Campeonato Cearense | Ceará | Ceará  | 2017 |
| Campeonato Cearense | Ceará | Ceará  | 2018 |

### Títulos nacionales
| Título  | Club                | País   | Año  |
| ------- | ------------------- | ------ | ---- |
| Serie B | Atlético Goianiense | Brasil | 2016 |